# Baugy (Oise)
Baugy ist eine französische Gemeinde mit 284 Einwohnern (Stand: 1. Januar 2022) im Département Oise in der Region Hauts-de-France (vor 2016 Picardie). Sie gehört zum Arrondissement Compiègne und zum Kanton Estrées-Saint-Denis (bis 2015 Ressons-sur-Matz).

## Geographie
Baugy liegt etwa sieben Kilometer nordwestlich von Compiègne. Umgeben wird Baugy von den Nachbargemeinden Monchy-Humiéres im Norden und Nordwesten, Braisnes-sur-Aronde im Nordosten, Coudun im Osten, Margny-lès-Compiègne im Südosten, Lachelle im Süden sowie Remy im Westen und Südwesten.

## Bevölkerungsentwicklung
| Jahr                      | 1962 | 1968 | 1975 | 1982 | 1990 | 1999 | 2006 | 2013 |
| Einwohner                 | 216  | 220  | 218  | 221  | 233  | 263  | 283  | 285  |
| Quelle: Cassini und INSEE |      |      |      |      |      |      |      |      |

## Sehenswürdigkeiten
- Kirche Saint-Médard aus dem 16. Jahrhundert

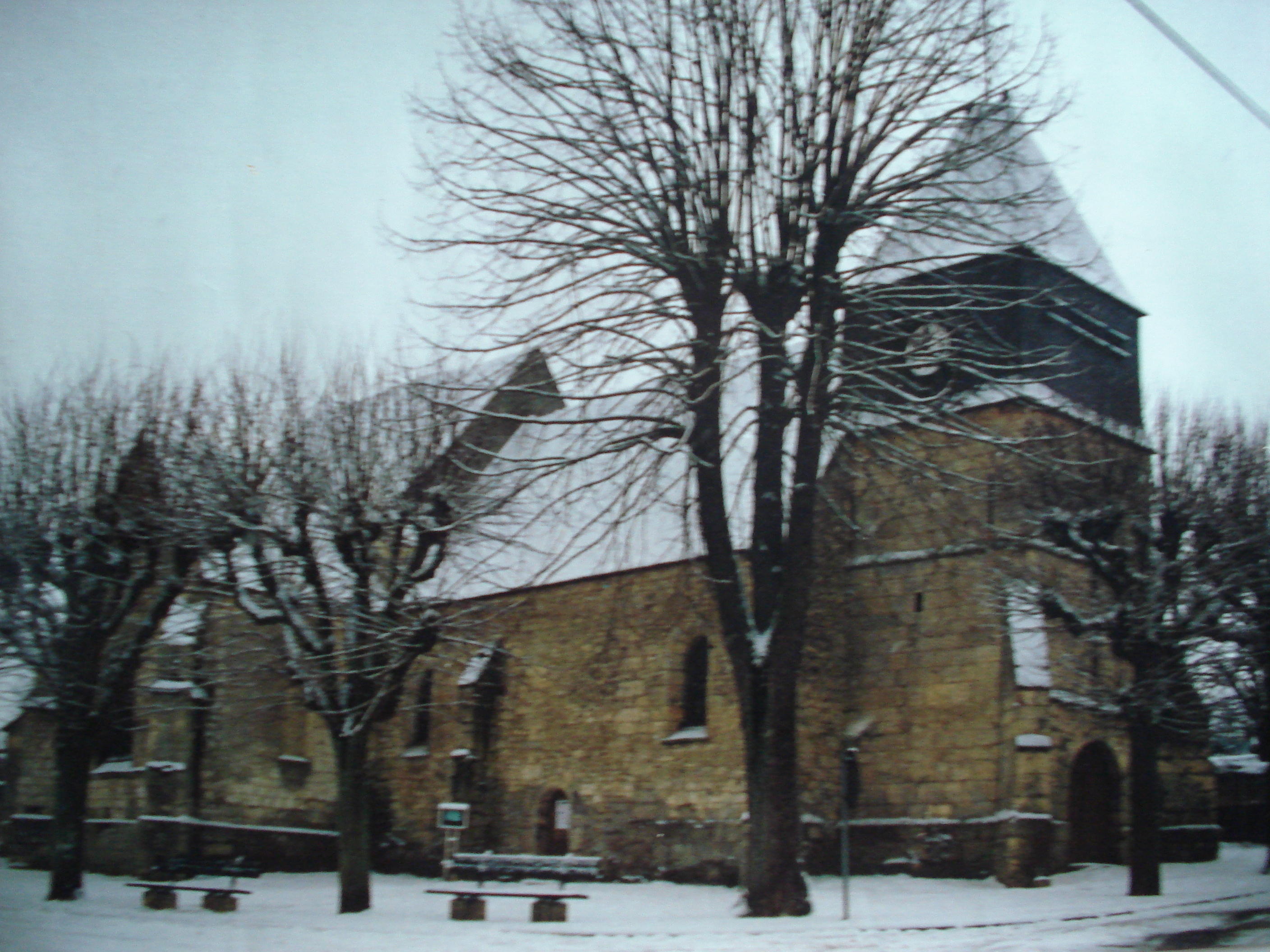
Kirche Saint-Médard